# Dąbrówka (Różan)
Pour les articles homonymes, voir Dąbrówka.
Dąbrówka (prononciation : [dɔmˈbrufka]) est un village polonais de la gmina de Różan dans le powiat de Maków de la voïvodie de Mazovie dans le centre-est de la Pologne.
Le village possède approximativement une population de 42 habitants en 2012.

## Histoire
De 1975 à 1998, le village appartenait administrativement à la voïvodie d'Ostrołęka.